# Leo Magdugo Dalmao
Leo Magdugo Dalmao CMF (Tagbilaran, Bohol, Filipinas, 1 de dezembro de 1969) é um padre religioso filipino e prelado católico romano de Isabela.
Leo Dalmao ingressou na Ordem Claretiana em 1986 e emitiu os votos perpétuos em 16 de julho de 1996. Recebeu o sacramento da ordenação em 31 de maio de 1997.
Em 25 de março de 2019, o Papa Francisco nomeou-o Prelado de Isabela. O Arcebispo de Zamboanga, Romulo Tolentino de la Cruz, ordenou-o bispo em 24 de maio do mesmo ano; Os co-consagradores foram o Arcebispo de Ozamis, Martin Jumoad, e o Arcebispo de Davao, Romulo Geolina Valles.